# Luisa Neerschulte
Luisa Neerschulte (7 de diciembre de 1994) es una deportista alemana que compitió en remo. Ganó una medalla de plata en el Campeonato Mundial de Remo en Sala de 2018, en la prueba de 2000 m.

## Palmarés internacional
| Campeonato Mundial | Campeonato Mundial          | Campeonato Mundial | Campeonato Mundial |
| Año                | Lugar                       | Medalla            | Prueba             |
| ------------------ | --------------------------- | ------------------ | ------------------ |
| 2018               | Alexandria (Estados Unidos) | Medalla de plata   | 2000 m             |